# Marathon van Rome 1989
De marathon van Rome 1989 werd gelopen op zondag 19 november 1989. Deze wedstrijd was een voorloper van de marathon van Rome.
De Marokkaan Mohamed Salmi kwam bij de mannen als eerste over de streep in 2:13.17. De Keniaanse Pascaline Wangui zegevierde bij de vrouwen in 2:46.28.
In totaal finishten er 397 deelnemers bij dit evenement.

## Uitslagen
Mannen
| rang   | naam             | land | tijd    |
| ------ | ---------------- | ---- | ------- |
| Goud   | Mohamed Salmi    | MAR  | 2:13.17 |
| Zilver | Miroslaw Bugaj   | POL  | 2:13.21 |
| Brons  | Moarcir Marconi  | BRA  | 2:13.47 |
| 4      | Alessio Faustini | ITA  | 2:13.56 |
| 5      | Driss Lakkim     | MAR  | 2:14.34 |

Vrouwen
| rang   | naam              | land | tijd    |
| ------ | ----------------- | ---- | ------- |
| Goud   | Pascaline Wangui  | KEN  | 2:46.28 |
| Zilver | Franca Fiacconi   | ITA  | 2:49.15 |
| Brons  | Amabile Salarino  | ITA  | 3:19.54 |
| 4      | Pasqualina Basciu | ITA  | 3:23.30 |

1982 ·
1983 ·
1984 ·
1985 ·
1986 ·
1987 ·
1988 ·
1989 ·
1990 ·
1991 ·
1995 ·
1996 ·
1997 ·
1998 ·
1999 ·
2000 ·
2001 ·
2002 ·
2003 ·
2004 ·
2005 ·
2006 ·
2007 ·
2008 ·
2009 ·
2010 ·
2011 ·
2012 ·
2013 ·
2014 ·
2015 ·
2016 ·
2017